# عن الخوف والعزلة (مسلسل)
عن الخوف والعزلة مسلسل تلفازي اجتماعي سوري معاصر في 30 حلقة، كتبه الروائي فادي قوشقجي، وأخرجه سيف الدين سبيعي، وعُرض على المحطات الفضائية العربية في شهر رمضان 1430هـ/ 2009م.

## موضوعه
تطرَّق إلى الكبت الجنسي عند الإنسان العربي.

## الممثلون
- عبد المنعم عمايري
- كاريس بشار
- ميسون أبو أسعد
- كفاح الخوص
- رامي حنا
- ثناء دبسي